# Notarius bonillai
El cazón, bagre cazón, barbul de piedra, o chivo cabezón (Notarius bonillai o Ariopsis bonillai) es una especie de pez de la familia Ariidae en el orden de los Siluriformes, especie endémica de Colombia.

## Hábitat
Vive en las aguas tropicales de la región del Caribe. Prefiere las aguas salobres turbias de estuarios, ciénagas y manglares. Se encuentra más raramente en agua dulce y en el mar.

## Descripción
La hembra alcanza una longitud máxima de 46,3 cm y un peso de 1 kg y el macho 37,9 cm de longitud y 0,8 kg. Tanto macho como hembra alcanzan 19 cm en el mismo período de tiempo, pero luego el macho crece lentamente, probablemente porque tiene que incubar en su boca durante 50 a 70 días los huevos puestos por la hembra.  Tiene una aleta radiada, y seis barbos.

## Alimentación
Es un depredador bentónico. Se alimenta principalmente de crustáceos, como cangrejos, jaibas y camarones y además de peces y materia orgánica.